# كلاي كوك
كلاي كوك (بالإنجليزية: Clay Cook)‏ هو مغن مؤلف أمريكي، ولد في 20 أبريل 1978 في أتلانتا في الولايات المتحدة.

## وصلات خارجية
- كلاي كوك على موقع IMDb (الإنجليزية)
- كلاي كوك على موقع ميوزك برينز (الإنجليزية)
- كلاي كوك على موقع أول ميوزيك (الإنجليزية)
- كلاي كوك على موقع ديسكوغز (الإنجليزية)